# Antti-Jussi Pitkälä
Antti-Jussi Pitkälä (* 1979) ist ein ehemaliger finnischer Snowboarder.

## Werdegang
Pitkälä trat international erstmals bei den Juniorenweltmeisterschaften 1997 in Corno alle Scale in Erscheinung. Dort wurde er Elfter im Riesenslalom. Im folgenden Jahr errang er bei den Juniorenweltmeisterschaften in Chamrousse den 13. Platz im Riesenslalom. Zu Beginn der Saison 1999/2000 nahm er in Tignes erstmals am Snowboard-Weltcup der FIS teil, wobei er den 77. Platz im Riesenslalom errang. Im weiteren Saisonverlauf erreichte er mit dem achten Platz im Snowboardcross in Madonna di Campiglio seine einzige Top-Zehn-Platzierung im Weltcup und zum Saisonende den 37. Platz im Snowboardcross-Weltcup. In der folgenden Saison holte er im Parallel-Riesenslalom in Ruka seinen einzigen Sieg im Europacup und errang im Snowboardcross-Weltcup den 35. Platz. Beim Saisonhöhepunkt, den Snowboard-Weltmeisterschaften 2001 in Madonna di Campiglio, belegte er den 47. Platz im Parallelslalom, den 39. Rang im Snowboardcross, den 18. Platz im Parallel-Riesenslalom und den 17. Platz im Riesenslalom. Seinen 43. und damit letzten Weltcup bei der FIS absolvierte er im September 2001 in Valle Nevado, welchen er auf dem 50. Platz im Parallel-Riesenslalom endete.

## Weltcup-Gesamtplatzierungen
| Saison    | Gesamt | Gesamt | Parallel | Parallel | Snowboardcross | Snowboardcross |
| Saison    | Punkte | Platz  | Punkte   | Platz    | Punkte         | Platz          |
| --------- | ------ | ------ | -------- | -------- | -------------- | -------------- |
| 1999/2000 | 68     | 91.    | 45       | 71.      | 575            | 37.            |
| 2000/01   | 96     | 85.    | -        | -        | 439            | 35.            |